# Referendo constitucional em Madagáscar (2007)
O referendo constitucional de 2007 em Madagáscar realizou-se no dia 4 de Abril de 2007.
O referendo propões três alterações constitucionais principais:
- Aumento do poder do presidente (actualmente Marc Ravalomanana) em caso de declaração de Estado de Emergência.
- Fim da Autonomia das 6 províncias de Madagáscar (Antananarivo, Antsiranana, Fianarantsoa, Mahajanga, Toamasina e Toliara, todas com o nome das respectivas capitais).
- Adopção do inglês como terceira língua oficial (depois do francês e do malgaxe).

Segundo a Comissão Eleitoral existem 7,35 milhões de eleitores, numa população de 18 milhões, foi a votos em 17 546 secções de votos, espalhadas pelos 108 distritos de 22 regiões, no segundo referendo à Constituição desde 1992.
Os partidos da oposição alinharam pelo Não por acharem que a alteração dará poderes excessivos ao presidente.

## Resultados
A revisão da Constituição foi aprovada  com o Sim a vencer por larga maioria dos votos expressos..
A afluência às urnas foi de 43,75% e o "Sim" obteve 75,30% dos sufrágios expressos.
Esta votação abre claramente caminho a todas as alterações constitucionais que estavam propostas.